# Some Say (Sum 41)
Some Say è il terzo singolo estratto dall'album Chuck del gruppo musicale canadese Sum 41, pubblicato nel febbraio 2005 solo in Canada e Giappone, in contemporanea con l'altro singolo No Reason, pubblicato solo negli Stati Uniti d'America e in Europa.

## Descrizione
Il cantante Deryck Whibley ha anticipato la canzone, nell'album Go Chuck Yourself, dicendo «This song is about your very, very, very confused parents» («Questa canzone riguarda i vostri molto, molto, molto confusi genitori»).

## Video musicale
Il video mostra immagini di persone impegnate nella loro vita quotidiana, scene di guerra e la scena finale, nella quale Jason McCaslin scorta i Sum 41 fuori dalla zona pericolosa a bordo di un'auto, il tutto riavvolto al contrario.

## Formazione
- Deryck Whibley - voce, chitarra ritmica
- Dave Baksh - chitarra solista, voce secondaria
- Jason McCaslin - basso, voce secondaria
- Steve Jocz - batteria